# Gårdstånga kyrka
Gårdstånga kyrka är en kyrkobyggnad i Gårdstånga i Lunds stift. Den är församlingskyrka i Eslövs församling.

## Kyrkobyggnaden
Kyrkan byggdes under 1100–1200-talet. På 1400-talet slogs valven. År 1622 byggdes ett gravkor i norr på initiativ av Anna Brahe till minne av hennes döde man Steen Maltesen Sehested. Tornet tillkom också under 1600-talet.
1888-1889 restaurerades ordentligt. Tornet fick de nuvarande trappgavlarna och Svante Thulin gjorde dekorationer på väggar och i valv, liknande de han utfört i Lunds domkyrka.

## Inventarier
Kyrkan har många renässansinventarier utförda 1609-1628 av Jacob Kremberg.
År 1609 beställdes predikstol och altartavla av Kremberg. Dessa kunde levereras 1612. Av kyrkliga handlingar som finns bevarade kan man uttyda att Kremberg själv medverkade vid uppsättningen. Därefter gjordes fler inventarier: bänkinredningen, dopfunten med baldakin och kyrkans läktare. 1622 gjorde Kremberg ett korskrank i Gårdstånga för att skilja det nyuppförda gravkoret från resten av kyrkan.
Skulpturerna bekostades till stor del av Anna Brahe, som bland annat ägde Viderups gods. De många inventarierna kan ha uppkommit till minne av hennes man Steen Maltesen Sehested, men det kan också vara ett tecken på hennes religiösa övertygelse, ett uttryck för hennes tro.

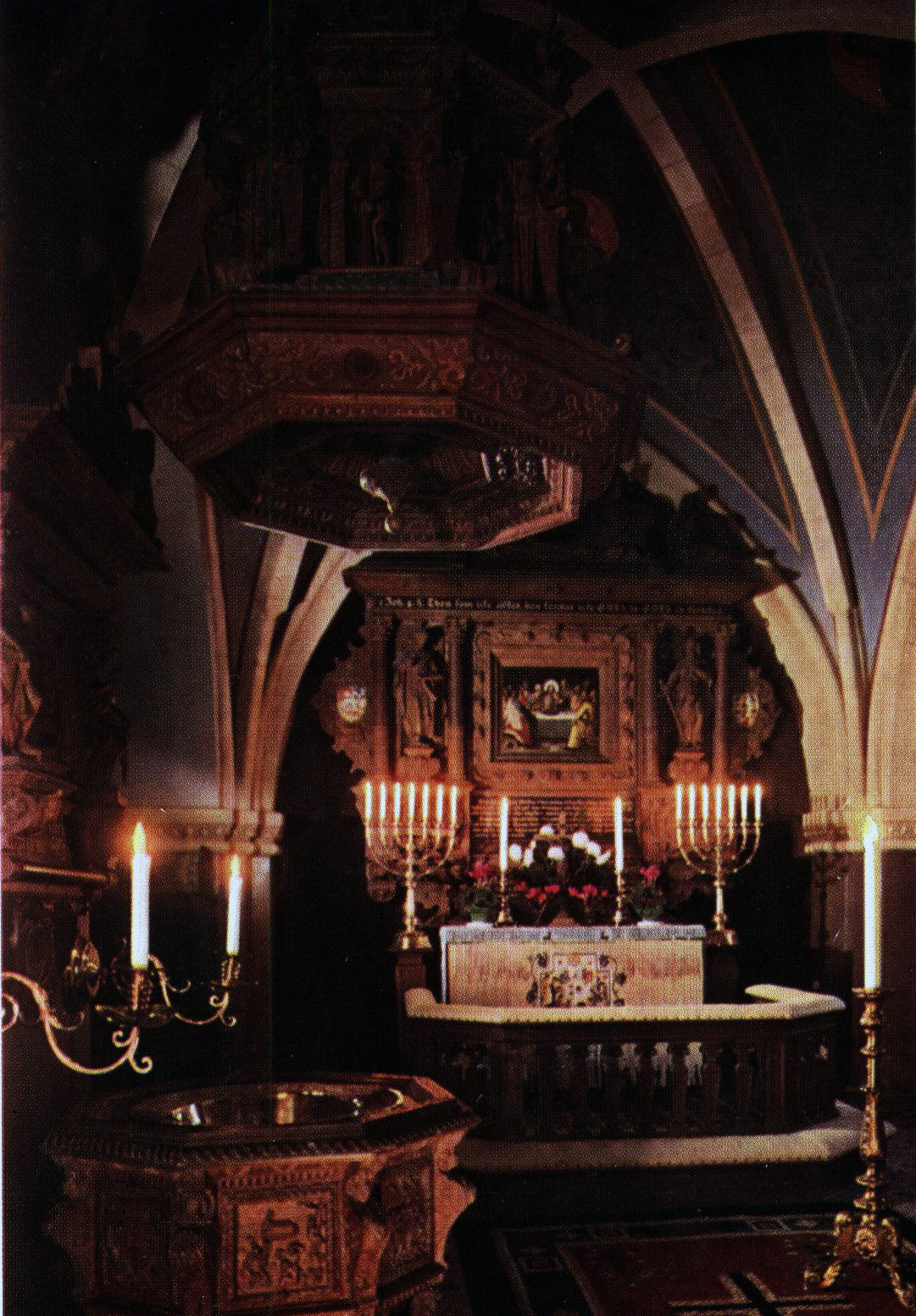
Koret

### Orgel
- 1889 byggde Rasmus Nilsson, Malmö en orgel med 6 stämmor.
- Den nuvarande orgeln byggdes 1956 av Wilhelm Hemmersam, Köpenhamn och är en mekanisk orgel. Den omdisponerades 1965 av Anders Persson och renoverades 1980 av Gunnar Carlsson, Borlänge.

| Manual I     | Manual II       | Pedal        | Koppel |
| Principal 8' | Spetsgedackt 8´ | Subbas 16´   | I/P    |
| Gedackt 8'   | Principal 4'    | Nachthorn 4' | II/P   |
| Oktava 4'    | Blockflöjt 2'   | Skalmeja 8'  | II/I   |
| Rörflöjt 4'  | Nasat 1 1/3'    |              |        |
| Oktava 2'    | Regal 8'        |              |        |
| Mixtur 3 kor |                 |              |        |